# Dave Gibbons
Dave Gibbons (født 14. april 1949 i England) er en britisk tegneserietegner og forfatter.
Han er bedst kendt for sit samarbejde med forfatteren Alan Moore, som inkluderer miniserien Vogterne og supermanhistorien For the Man Who Has Everything. Han har også bidraget til den britiske antologi 2000 AD siden første udgave i 1977, blandt andet med serien Judge Dredd.